# 妄想女友
《妄想女友》（妄想彼女）是2015年5月23日開始毎週六23:40 - 24:05（23:40 - 隔日0:05）在富士電視台的「六劇」播放。「六劇」（第二期）的第二部作品。主演是第一次演出戀愛電視劇的廣瀨愛麗絲與淺利陽介。

## 劇情概要
28歲的圭祐熱衷於在SNS平台上不斷投稿自己與「妄想女友」照片。某天，在他眼前居然真的出現了依照他妄想行動的「理想的女友」？這究竟是妄想，還是現實？沒有戀愛經驗的他與妄想女友的戀愛究竟如何發展？

## 登場人物
高島圭祐
演 - 淺利陽介
故事的主角。28歳→29歳。是名部落客。生日：4月1日。部落格「妄想女友」裡寫和妄想的女友約會的事情，結果有一天忘想的女友「小春」突然出現在他面前。
小春
演 - 廣瀨愛麗絲
突然出現，圭祐的「妄想女友」。在SNS上圭祐投稿的和小春的妄想約會日記。是位美人而且很溫柔，是個達到任何條件的理想女友。
鎌倉由紀
演 - 木南晴夏
圭祐的好朋友。28歳。在漫畫和遊戲與圭祐興趣相投，是什麼話都可以講的好朋友，但圭祐的「女友」突然出現使她百感交集。
安西晃平
演 - 丸山智己
出版圭祐的《妄想女友》的編輯。35歳。工作以外的方面，可以照顧圭祐，給予意見。
伊藤琢磨
演 - 鈴木勝大
由紀的前男友。24歳。純樸認真的美男子。
女子アナ
演 - 三宅瞳

## 收視率

### 富士電視台首播平均收視率
| 集數                                                   | 播放日期      | 日文副標題 | 中文副標題                 | 劇本     | 導演              | 收視率 | 備註                                                                 |
| 第1集                                                  | 2015年5月23日 |            | 妄想約會男的理想女友出現!? | 大野敏哉 | 後藤庸介 淵上正人 | 4.4%   |                                                                      |
| 第2集                                                  | 2015年5月30日 |            | 完美的女友和理想的約會!?   | 大野敏哉 | 後藤庸介 淵上正人 | 4.8%   |                                                                      |
| 第3集                                                  | 2015年6月13日 |            | 妄想男最後結婚!?           | 大野敏哉 | 後藤庸介 淵上正人 | 3.2%   | 因6月6日直播《AKB48第41張單曲選拔總選舉》所以停播，延至6月13日播出。 |
| 第4集                                                  | 2015年6月20日 |            | 真實的戀愛                 | 大野敏哉 | 後藤庸介 淵上正人 | 4.0%   | 延長十分鐘。                                                         |
| 平均收視率：4.1%（收視率是關東地區Video Research調查） |               |            |                            |          |                   |        |                                                                      |

## 外部連結
- 妄想女友 - 富士電視台（页面存档备份，存于）

| 富士電視台 六劇          | 富士電視台 六劇                          | 富士電視台 六劇 |
| ------------------------ | ---------------------------------------- | --------------- |
|                          | 妄想女友 （2015.5.23 - 6.20）            |                 |
| She （2015.4.18 - 5.16） | 愛吃拉麵的小泉同學 （2015.6.27 - 7.18 ） |                 |